# Salty-Sugar
Salty-Sugar（ソルティー・シュガー）は、2002年から2006年頃まで活動した、4人組の日本のロックバンド。

リーダーのKEIこと、元MOON CHILDのドラマー・樫山圭が1998年に結成したバンドFRESH CREAMを前身とし、幾度かのメンバーチェンジを経て2002年初頭、バンド名を「Salty-Sugar」に改める形で結成した。

## メンバー
KEI　（リーダー・ドラム担当、7月25日-）
和歌山県出身。身長174cm、血液型B型。
好きなアーティストはスティング、レッド・ツェッペリン。
KATSUYUKI　（ボーカル・ギター担当、2月3日-）
新潟県出身。身長171cm、血液型B型。
好きなアーティストはスティーヴィー・ワンダー、ジェームス・テイラー。
TAKEHARU　（ベース担当、3月7日- ）
神奈川県出身。身長176cm、血液型A型。
好きなアーティストはカウント・ベイシック、マーカス・ミラー。
YOSSY　（ギター担当、7月19日-）
宮城県出身。身長177cm、血液型O型。
好きなアーティストはレニー・クラヴィッツ、カーティス・メイフィールド。

## ディスコグラフィ
TRAFFIC
自主制作盤ミニアルバム。2002年発売。
1. Fly high（フライ・ハイ）
2. Speed（スピード）
3. To Ful Filled（トゥ・フル・フィルト）
4. WOO（ウー）
5. My Rise Wish（マイ・ライズ・ウィッシュ）
6. kyomo tokubetsuni...（キョウモトクベツニ…）

Fry high
G-Wave Factoryより、2003年4月23日発売。
1. Fly high（フライ・ハイ）
2. inno-cent（イノセント）
3. Fly high(inst)
4. inno-cent(inst)

## ライヴ活動
東京都区内を中心に、月に1～2回イベントライヴに出演。
また、半年に一度ほどワンマンライヴを敢行。

## ライヴ以外の活動

### 路上ライヴ敢行
Salty-Sugar結成前の2001年頃より、KATSUYUKIとTAKEHARUの2名で週に1回程、路上アコースティックライヴを敢行。
決行地は、渋谷代々木公園内、渋谷駅南口モヤイ像前など。

### テレビドラマ出演
2002年8月、テレビ朝日系ドラマ「ツーハンマン」にバンドマン役でメンバー全員が出演。バンドのボーカル役を演じた大谷みつほと共に、劇中で「Fly high」を披露した。

### 漫画出演
2004年3月に出版された、漫画家・かなつ久美によるエッセイ漫画「ビバ☆オヤジ酒場」に、かなつがSalty-Sugarのファンである縁で、バンドメンバーがイラスト入りで登場。

## 現在の活動について
2004年にKEIとKATSUYUKIが新バンド「DIA LOGUE」を結成。
しばらくは並行して活動を行っていたが、2005年頃より共に実質的にライヴが行われなくなり、2006年にはオフィシャルサイトが閉鎖された。現在は既に活動を休止しているとみて良いと思われる。
その後KATSUYUKIは、元「優歩道」のギタリスト・かつやとポップユニット『CROSS』を結成、CD1枚をリリース。2013年1月の、MOON CHILD再結成ライヴ時には「KATSU」名義で、コーラスで参加している。